# Communauté de communes Dame Blanche et Bussière
La communauté de communes Dame Blanche et Bussière est une ancienne communauté de communes française, située dans le département du Doubs en région Bourgogne-Franche-Comté.

## Historique
Cet ÉPCI  est créé le 1er janvier 2014. Il résulte de la fusion des communautés de communes du val de la Dame Blanche (12 communes) et de la Bussière (12 communes).
Au 1er janvier 2017, 9 de ces communes ont été transférées à Grand Besançon Métropole ; il s'agit de : Cussey-sur-l’Ognon, Geneuille, Chevroz, Devecey, Bonnay, Mérey-Vieilley, Vieilley, Palise et Venise.
Les 15 autres communes ont rejoint, à la même date, la communauté de communes du Doubs Baumois. Il s'agit de  Battenans-les-Mines, Blarians, Cendrey, Corcelle-Mieslot, Flagey-Rigney, Germondans, La Bretenière, La Tour-de-Sçay, Moncey, Ollans, Rigney, Rignosot, Rougemontot, Thurey-le-Mont, Valleroy.

## Territoire communautaire

### Géographie
Le territoire de la communauté de communes se situe le long de l'Ognon, qui forme à cet endroit une limite naturelle entre le département du Doubs et la Haute-Saône voisine.

### Composition
La communauté de communes Dame Blanche et Bussière était composé de 24 communes.
| Nom                 | Code Insee | Gentilé      | Superficie (km2) | Population (dernière pop. légale) | Densité (hab./km2) |
| ------------------- | ---------- | ------------ | ---------------- | --------------------------------- | ------------------ |
| Battenans-les-Mines | 25045      | Battenans    | 2,78             | 60 (2014)                         | 22                 |
| Blarians            | 25065      |              | 0,89             | 62 (2014)                         | 70                 |
| La Bretenière       | 25092      |              | 4,16             | 67 (2014)                         | 16                 |
| Cendrey             | 25107      |              | 5,52             | 183 (2014)                        | 33                 |
| Corcelle-Mieslot    | 25163      |              | 6,42             | 107 (2014)                        | 17                 |
| Flagey-Rigney       | 25242      |              | 3,03             | 103 (2014)                        | 34                 |
| Germondans          | 25269      | Germondanais | 3,52             | 61 (2014)                         | 17                 |
| Moncey              | 25382      | Moncéens     | 5,00             | 538 (2014)                        | 108                |
| Ollans              | 25430      | Ollanais     | 2,31             | 39 (2014)                         | 17                 |
| Rigney              | 25490      | Rigney       | 9,58             | 417 (2014)                        | 44                 |
| Rignosot            | 25491      | Rignosots    | 3,85             | 118 (2014)                        | 31                 |
| Rougemontot         | 25506      | Rougemontots | 4,25             | 91 (2014)                         | 21                 |
| Thurey-le-Mont      | 25563      |              | 4,83             | 122 (2014)                        | 25                 |
| La Tour-de-Sçay     | 25566      |              | 8,82             | 277 (2014)                        | 31                 |
| Valleroy            | 25582      | Valléresiens | 3,05             | 160 (2014)                        | 52                 |

## Administration

### Les élus
La communauté de communes est gérée par un conseil communautaire composé de 39 membres représentant chacune des communes membres et élus pour une durée de six ans. Leur nombre dépend de la population de la commune.
Ils sont répartis comme suit :
| Nombre de délégués | Communes |
| ------------------ | --- |
| 4                  | Devecey, Geneuille |
| 3                  | Bonnay, Cussey-sur-l'Ognon, Vieilley |
| 2                  | Moncey, Rigney, Venise |
| 1                  | Battenans-les-Mines, Blarians, La Bretenière (Doubs), Cendrey, Chevroz, Corcelle-Mieslot, Flagey-Rigney, Germondans, Mérey-Vieilley, Ollans, Palise, Rignosot, Rougemontot, Thurey-le-Mont, La Tour-de-Sçay, Valleroy |

### Présidence
Le conseil communautaire a élu son président, Michel Lab, maire d'Ollans, et désigné ses 6 vice-présidents qui sont : 
1. Roger Hanriot, conseiller municipal de Devecey ;
2. Jean-Jacques Glauser, maire de La Tour-de-Sçay ;
3. Jean-Claude Contini, maire de Venise ;
4. Agnès Scalabrino, adjointe au maire de Moncey ;
5. Patrick Oudot, 1er adjoint au maire de Geneuille ;
6. Frédérique D'Henry, maire de Corcelle-Mieslot.

Ils forment ensemble l'exécutif de l'intercommunalité pour le mandat 2014-2020.
| Période | Période  | Identité   | Étiquette            | Qualité         |
| ------- | -------- | ---------- | -------------------- | --------------- |
|         | En cours | Michel Lab | DVD-Les Républicains | Maire d'Ollans. |

### Compétences
L'intercommunalité exerce des compétences qui lui sont déléguées par les communes membres.